# Comuna de Łoniów
Łoniów (polaco: Gmina Łoniów) é uma gminy (comuna) na Polónia, na voivodia de Santa Cruz e no condado de Sandomierski. A sede do condado é a cidade de Łoniów.
De acordo com os censos de 2004, a comuna tem 7480 habitantes, com uma densidade 86 hab/km².

## Área
Estende-se por uma área de 86,99 km², incluindo:
- área agricola: 71%
- área florestal: 15%

## Demografia
Dados de 30 de Junho 2004:
|                      | Total   | Total | Mulheres | Mulheres | Homens  | Homens |
| -------------------- | ------- | ----- | -------- | -------- | ------- | ------ |
|                      | pessoas | %     | pessoas  | %        | pessoas | %      |
| População            | 7480    | 100   | 3697     | 49,4     | 3783    | 50,6   |
| Densidade (pop./km²) | 86      | 100   | 42,5     | 42,5     | 43,5    | 43,5   |

De acordo com dados de 2005, o rendimento médio per capita ascendia a 1455,38 zł.

## Subdivisões
- Bazów, Bogoria, Chodków Nowy, Chodków Stary, Gągolin, Gieraszowice, Jasienica, Jeziory, Kępa Nagnajewska, Krowia Góra, Królewice, Łążek, Łoniów, Łoniów-Kolonia, Otoka, Piaseczno, Przewłoka, Ruszcza-Płaszczyzna, Ruszcza-Kolonia, Skrzypaczowice, Skwirzowa, Sulisławice, Suliszów, Świniary Nowe, Świniary Stare, Trzebiesławice, Wnorów, Wojcieszyce, Wólka Gieraszowska, Zawidza.

## Comunas vizinhas
- Baranów Sandomierski, Klimontów, Koprzywnica, Osiek, Tarnobrzeg